# Stofskiftevand
Stofskiftevand er det vand, som frigives ved de oxidative processer i stofskiftet. Mængden er cirka 300 ml pr døgn for en rask mand på 70 kg.
| Naturvidenskab | Spire Denne naturvidenskabsartikel er en spire som bør udbygges. Du er velkommen til at hjælpe Wikipedia ved at udvide den. |